# 東坡軒
東坡軒（とうばけん、生没年不詳）とは、江戸時代の京都の浮世絵師。

## 来歴
京都の人。元禄（1688年-1704年）頃に菱川派流の絵を描いたといわれる。元禄13年（1700年）刊行の役者評判記『野郎舞姿記評林』にその名前がみられる。この『姿記評林』の「大和川甚之助」の条に「風水洞（ふうすいどう）にうき世絵かいて鑓踊など彩色菱川かながれ東坡軒となんいゑる心中もの専ら此道をうれしがりけるとかや」云々の記事がある。なお、作品は確認されていない。